# Luigi Basoli

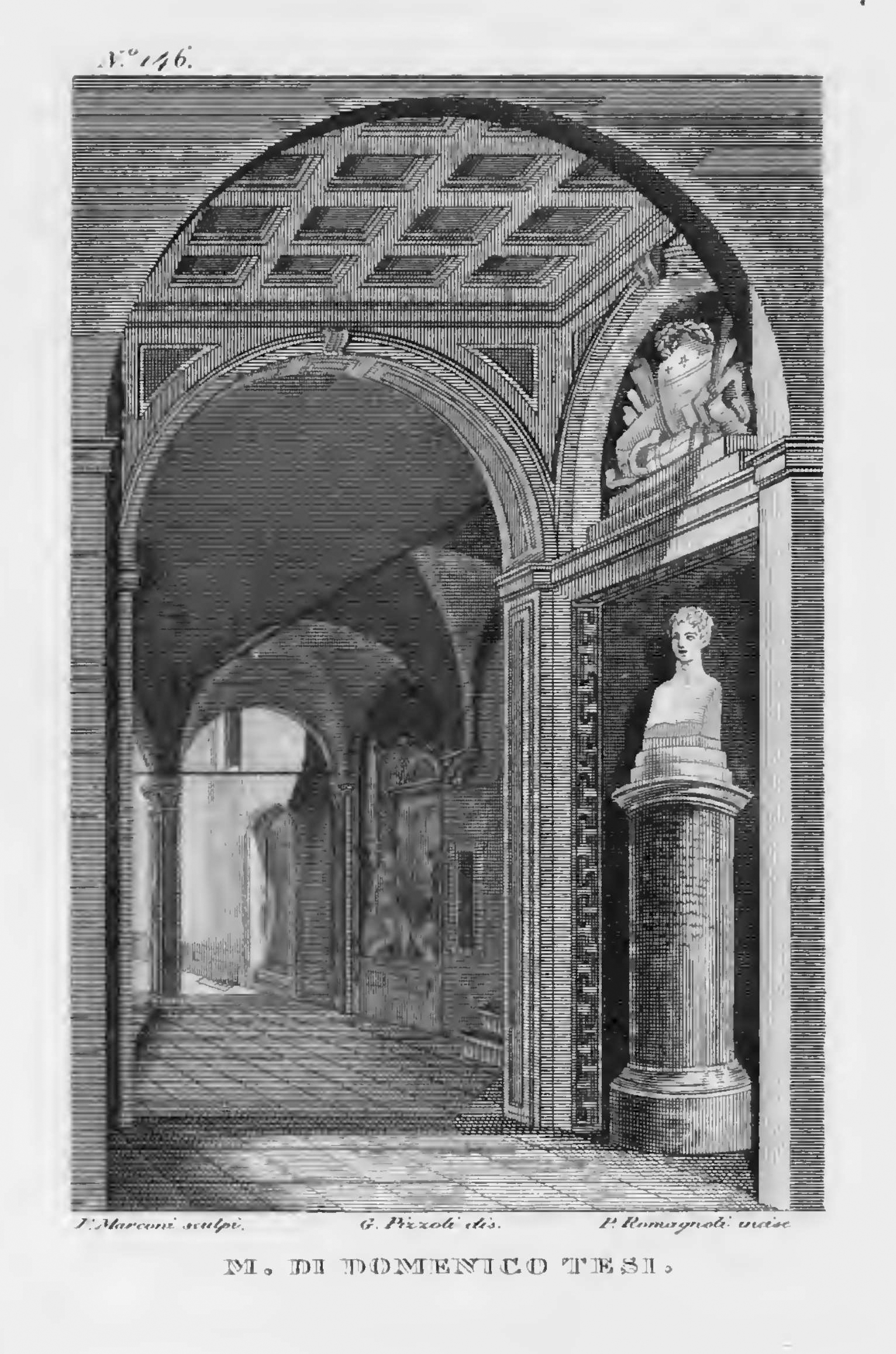
Incisione di Giovanni Zecchi del Monumento di Domenico Tesi

Luigi Basoli (Castel Guelfo di Bologna, 1776 – Bologna, 1848) è stato un pittore italiano specializzato negli ornati.

## Biografia
Iniziò gli studi d'arte con il fratello Antonio, indi nel 1803 si iscrisse all'Accademia di belle arti di Bologna. Nel 1810 seguì a Macerata i fratelli Antonio e Francesco per eseguire due scene ed un sipario, mentre nel 1824 compì il suo unico lavoro alla Certosa di Bologna insieme a Ferrante Marconi (scultura), Gaetano Ferri (pittura) e Filippo Schiassi (epitaffio), ovvero il monumento funebre a Domenico Tesi, andato perduto. 
Nel 1842 venne nominato Socio d'Onore della Pontificia Accademia di Belle Arti di Bologna.
Stretto collaboratore dei suoi fratelli, si prodigò nello stampare le memorie di Antonio, contribuendo a diffonderne le idee e il gusto artistico.
È sepolto nella tomba di famiglia, nel pozzetto LXIV/1 del Chiostro V.